# Conte de tardor
Conte de tardor (títol original en francès: Conte d'automne) és una pel·lícula francesa de 1998 dirigida per Éric Rohmer. És la quarta i última del cicle de "Contes de les quatre estacions" (Contes des quatre saisons). Ha estat subtitulada al català.

## Anàlisi
Últim dels contes dedicats a les quatre estacions, és una mostra depurada del seu estil: desamors en l'edat madura, jovenetes amb vocació de matrimonieres i una bella localització -una casa de camp al migdia francès- que és alhora paisatge moral i sentimental de la història.

## Repartiment
- Marie Rivière: Isabelle
- Béatrice Romand: Magali
- Alain Libolt: Gérald
- Didier Sandre: Étienne
- Alexia Portal: Rosine
- Stéphane Darmon: Léo
- Aurélia Alcaïs: Émilia
- Matthieu Davette: Grégoire
- Yves Alcaïs: Jean-Jacques

## Rebuda
Sight & Sound la va definir com una "bonica, enginyosa i serena pel·lícula" que "mai cau en la trampa dels bustos parlants. Trobades en cotxes, cafeteries, jardins i restaurants són dramatitzades visualment, permetent que els personatges puguin expressar-se dinàmicament. I aquest èmfasi literari sobre la llengua, un clixé de Rohmer, i la simplicitat de la posada en escena recorda la tradició del mestre de Rohmer, Hitchcock."
Stephen Holden, en un resum tornat a publicar després de l'estrena de la pel·lícula a la Ciutat de la Nova York però en principi escrit després del Festival de Cinema de Nova York de 1998, va definir la pel·lícula "com una càlida experiència com el sol de tardor que brilla benèvolament en la vinya del personatge central de la pel·lícula, Magali (Beatrice Romand)"; tot i que la pel·lícula té els seus "moments feixucs" i "excepte un gir aquí i allà, saps cap a on anirà la història", la pel·lícula no obstant això "evoca com una cançó sensual que et transporta als camps de Magali, on enguany hi ha la promesa d'una verema especialment bona."
La  Boston Reviee va dir "The Autumn Tale ... eclipsa el seu [Tales of Four Seasons] precedent....En aquesta pel·lícula els dos personatges i l'audiència són en mans d'un gran psicòleg –si hom sap més sobre el Roine, les seves velles ciutats i les seves fàbriques noves, apreciaria encara més com les dones de Rohmer són adequades a la seva realitat social local, rodada tal com és."
Roger Ebert va donar la pel·lícula quatre estrelles sobre quatre, dient "Tot i que encara gaudeixo de les comèdies romàntiques de Hollywood com Notting Hill, m'agraden les pel·lícules com Autumn Tale.

## Premis
La pel·lícula va guanyar el Premi Osella ("millor screenplay") al Festival Internacional de Cinema de Venècia. Va ser seleccionat com la millor pel·lícula estrangera 1999 per la National Society of Film Critics.